# Sme rodina
Sme rodina (slowakisch für Wir sind eine Familie, kurz SR, bis 2019 Sme rodina – Boris Kollár) ist eine 2015 vom Unternehmer Boris Kollár gegründete rechtspopulistische politische Partei in der Slowakei. Bei der Nationalratswahl im März 2020 erreichte SR 8,2 % und zog mit 17 Abgeordneten in den Nationalrat ein und beteiligte sich an der Regierung Matovič sowie nach dessen Rücktritt als Ministerpräsident an der Regierung Heger. Bei den Nationalratswahlen 2023 erhielt die Partei 2,2 % der Stimmen und stellt keine Abgeordneten mehr.

## Vorgeschichte
Die Partei wurde 2011 vom HZD-Mitglied Peter Marček unter dem Namen Strana občanov Slovenska (SOS) gegründet. 2015 bot Marček dem Unternehmer Boris Kollár die Partei an, nachdem dieser den Einstieg in die Politik angekündigt hatte. Kollár hatte ursprünglich Anfang November 2015 die Partei Naš Kraj übernommen und in Sme rodina umbenannt. Nach Marčeks Angebot verließ Kollár nach zwei Wochen die ehemalige Naš Kraj (die nun in Vaš Kraj umbenannt wurde) und übernahm stattdessen die SOS unter dem Namen Sme rodina – Boris Kollár.

## Politische Ausrichtung
Die SR wird von verschiedenen Medien als Protestpartei eingestuft, die österreichische Tageszeitung Der Standard bezeichnet sie außerdem als „populistisch“ und „ausländerfeindlich“.
Die als russlandfreundlich geltende Sme rodina drohte wenige Tage vor der Präsidentschaftswahl am 16. März 2019 mit einem Bruch der Koalition, falls die Regierung 105 Millionen US-Dollar US-Finanzhilfe zum Ausbau von zwei Militärflugplätzen annimmt.
Parteichef Kollár wurde in Medien auch als „gemäßigter Kotleba“ umschrieben.

## Wahlergebnisse
| Jahr | Stimmen | Anteil | Mandate | Platz |
| ---- | ------- | ------ | ------- | ----- |
| 2016 | 172 860 | 6,6 %  | 11/150  | 6.    |
| 2020 | 237 531 | 8,2 %  | 17/150  | 3.    |
| 2023 | 65 673  | 2,2 %  | 0/150   | 11.   |

| Jahr | Stimmen | Anteil | Mandate | Platz |
| ---- | ------- | ------ | ------- | ----- |
| 2019 | 31 840  | 3,2 %  | 0/14    | 10.   |